# Euproctis lativitta
Euproctis lativitta är en fjärilsart som beskrevs av Moore 1879. Euproctis lativitta ingår i släktet Euproctis och familjen tofsspinnare. Inga underarter finns listade i Catalogue of Life.